# Dzüüncharaa
Dzüüncharaa (mong. Зүүнхараа) – miasto w Mongolii, w ajmaku selengijskim, siedziba administracyjna somonu Mandal. W 2010 roku liczyło ok. 18 tys. mieszkańców.
Od 1943 roku istnieje w miejscowości duży zakład produkujący wódkę, mogący w ciągu 24 godzin wyprodukować jej nawet 15 ton.